# Sembas
Sembas é uma comuna francesa na região administrativa da Nova Aquitânia, no departamento Lot-et-Garonne. Estende-se por uma área de 12,83 km². Em 2010 a comuna tinha 145 habitantes (densidade: 11,3 hab./km²).